# Lillian Watson
Lilian Watson (Estados Unidos, 11 de julio de 1950) es una nadadora estadounidense retirada especializada en pruebas de estilo espalda, donde consiguió ser campeona olímpica en 1968 en los 200 metros.

## Carrera deportiva
En los JJ. OO. de Tokio 1964 ganó el oro en los relevos de 4 x 100 metros estilo libre. Cuatro años después, en los Juegos Olímpicos de México 1968 ganó la medalla de oro en los 200 metros espalda, con un tiempo de 2:24.8 segundos que fue récord olímpico.
Y en los Juegos Panamericanos de 1967 celebrados en la ciudad canadiense de Winnipeg ganó el bronce en los 100 metros estilo libre.